# 1998 VR36
1998 VR36 är en asteroid i huvudbältet som upptäcktes den 14 november 1998 av LINEAR i Socorro County, New Mexico.
Asteroiden har en diameter på ungefär 7 kilometer och den tillhör asteroidgruppen Eunomia.